# Manuel Joaquim de Mendonça Castelo Branco

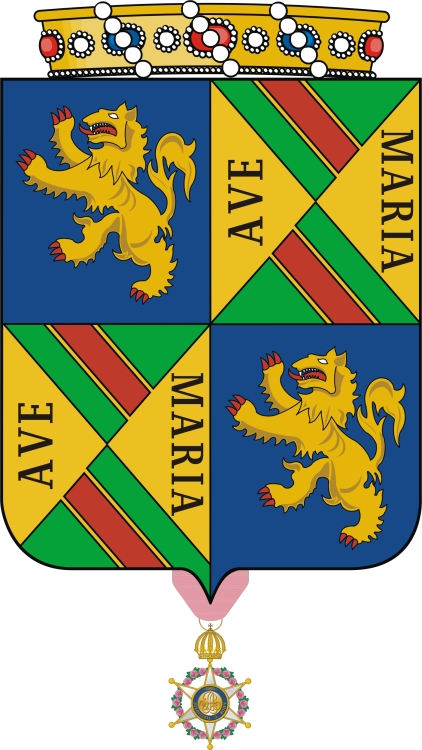
Brasão do barão de Anadia com a medalha de oficial da Imperial Ordem da Rosa.

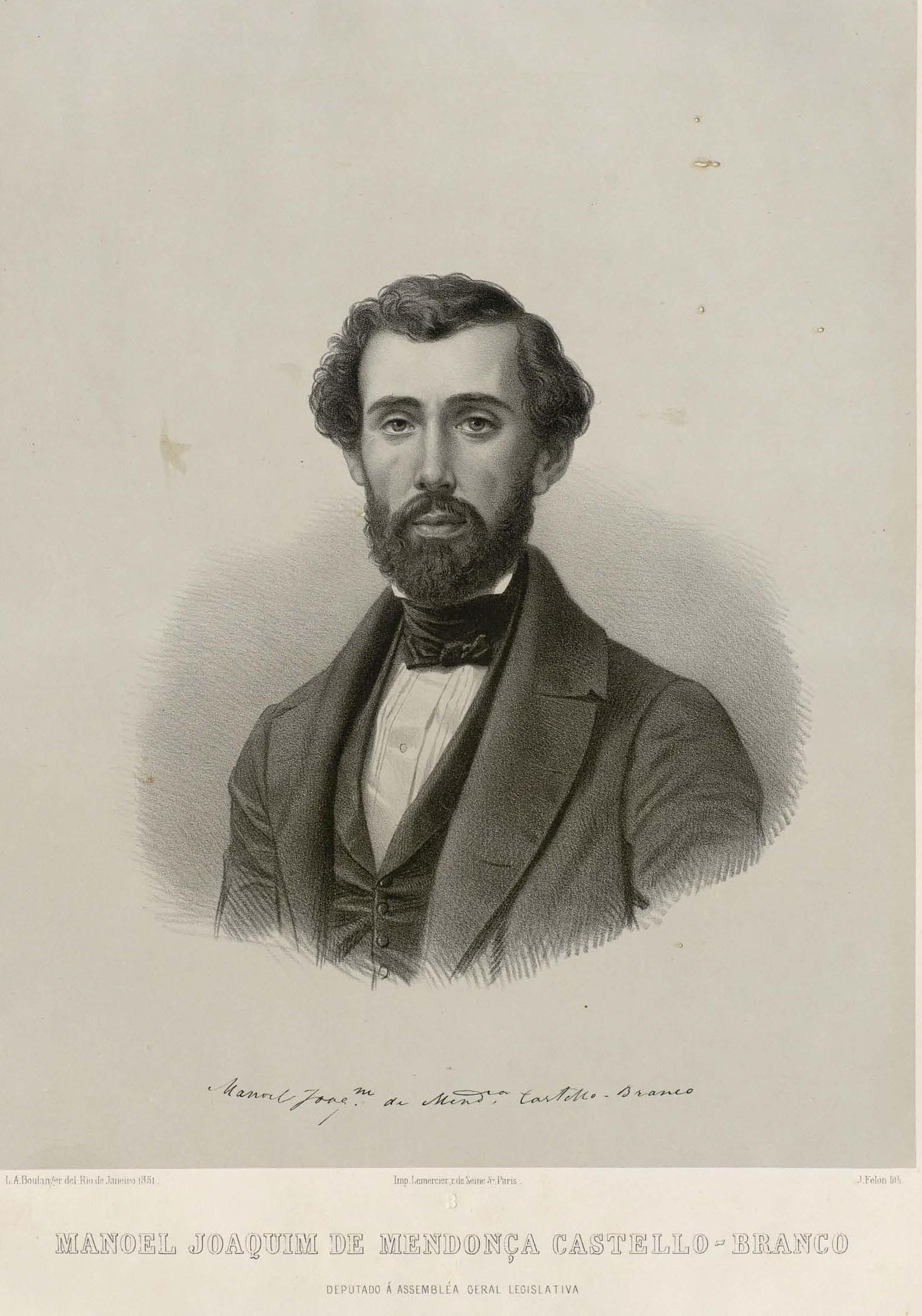
Gravura do Barão de Anadia.

Manuel Joaquim de Mendonça Castelo Branco, primeiro e único barão de Anadia (Porto Calvo,  — Pernambuco, 5 de setembro de 1886), foi um magistrado e político brasileiro.

## Vida
Filho do tenente-coronel Bernardo Antônio de Mendonça e de Ana Bárbara de Matos Castelo Branco.
Era proprietário do Engenho Buenos Aires, em Passo de Camaragibe.
Era casado com Justina Bulhões Pedreira de Mendonça, de ilustre família fluminense.

## Carreira
Foi deputado geral por Alagoas nas legislaturas de 1850 a 1872, como também de 1876 a 1875, nas duas últimas como membro do Partido Conservador.
Foi oficial da Imperial Ordem da Rosa.

## Títulos nobiliárquicos
Barão de Anadia
Título conferido por decreto imperial de 23 de setembro de 1870. Faz referência à cidade alagoana de Anadia.